# موت المروحة

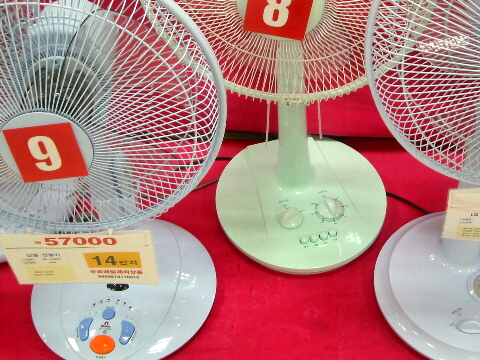
المراوح المصنعة في كوريا تجهز بمؤقت يطفئ هذه المراوح بعد مدة معينة محددة مسبقا.

موت المروحة هي أسطورة مدنية حديثة في كوريا الجنوبية تقول بأنه لو تركت مروحة كهربائية مشغلة في غرفة مغلقة أثناء الليل، فإنها من الممكن أن تسبب الموت، نتيجة الاختناق أو التسمم. ولذلك فإن المراوح المصنعة في كوريا تجهز بمؤقت يطفئ هذه المراوح بعد مدة معينة محددة مسبقا، ويضبط المستخدمون هذه المؤقتات قبل الذهاب إلى النوم.